# Dorylus
Dorylus (лат.) — род средних и мелких по размеру кочевых муравьёв из подсемейства Dorylinae (Formicidae). Они известны как муравьи-сафари или сиафу, обитают преимущественно в центральной и восточной Африке, хотя ареал их обитания также распространяется на южную Африку и тропическую Азию. В отличие от представителей подсемейства Ecitoninae (ныне Dorylinae) из Нового Света, представители этого рода образуют временный подземный бивуак в подземных полостях, которые они выкапывают и заселяют — на несколько дней или до трёх месяцев. Также, в отличие от некоторых кочевых муравьёв Нового Света, муравьи Dorylus не являются специализированными хищниками других видов муравьёв, вместо этого они более универсальны, их рацион состоит из разнообразных членистоногих. Колонии их огромны по сравнению с другими кочевыми муравьями и могут содержать более 20 миллионов особей. Как и у их американских собратьев, рабочие особи демонстрируют кастовый полиморфизм, причём солдаты имеют особенно большие головы, на которых располагаются ножницеподобные жвалы. Они способны жалить, но делают это очень редко, полагаясь вместо этого на свои мощные стригущие челюсти. Матки (королевы) в период яйцекладки имеют самый большой известный среди всех современных муравьёв размер до 6 см в общей длине тела в зависимости от физиологического состояния.

## Распространение
Тропическая Азия, Африка.

## Описание
Размеры муравьёв мелкие и средние, длина рабочих от 3 мм до 13 мм (крупные солдаты с крючковидными верхними челюстями). Самцы до 3 см, а матки (королевы) в оседлую фазу в момент созревания яиц имеют сильно увеличенное брюшко, которое увеличивает их общую длину. В результате, в период яйцекладки матки кочевых муравьёв Dorylus — самые крупные из известных живых муравьёв, длина тела самых крупных из них составляет от 40 до 63 миллиметров в зависимости от физиологического состояния (до 5 см уDorylus wilverthi) . Самцы дорилин так сильно отличаются от прочих муравьёв, что Карл Линней, впервые описал самцов вида Dorylus helvolus (Linnaeus, 1764) в качестве ос Vespa helvola Linnaeus, 1764, а Жан Батист Ламарк описал их же как ос Mutilla dorylus Lamarck, 1817.

### Самцы

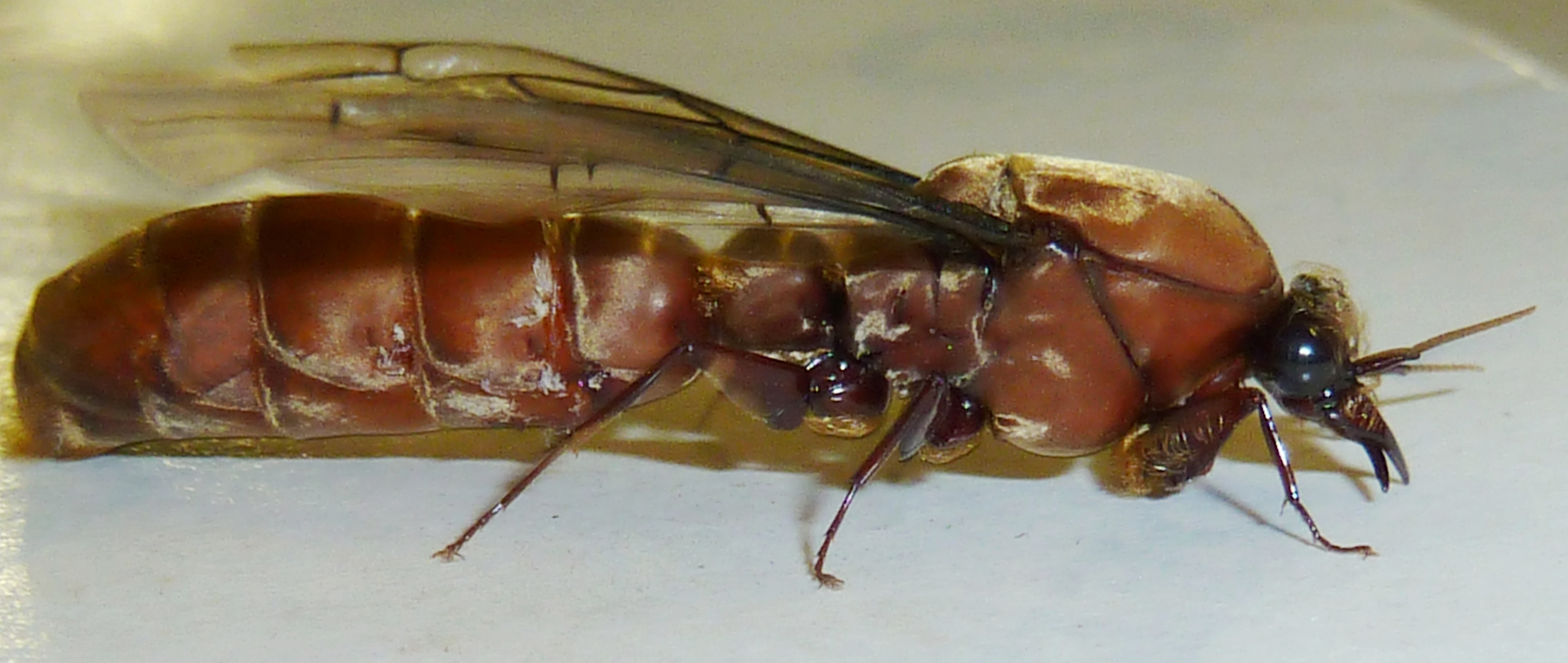
Самец Dorylus helvolus

Самцы кочевых муравьев Dorylus, которых иногда называют «sausage flies» («сосисочными мухами»; этот термин также применяется к самцам дорилин Нового Света) из-за их вздутого, похожего на сосиску брюшка, являются одними из самых крупных муравьиных морф и первоначально считались представителями другого вида. Самцы покидают колонию вскоре после вылупления, но по достижении половой зрелости их привлекает запаховый след, оставленный колонной Dorylus. Когда колония кочевых муравьёв встречает самца, они отрывают ему крылья и несут обратно в гнездо, чтобы спарить с недавно вылупившейся королевой. Как и у большинства видов муравьёв, самцы вскоре после этого умирают.
Королевы кочевых муравьёв демонстрируют полиандрию; молодые королевы некоторых видов с большими размерами колоний должны спариваться с 10—20 самцами, прежде чем они соберут достаточно спермы для своей репродуктивной жизни.
Как только королева будет готова, примерно половина рабочих в колонии уйдёт с ней, чтобы основать новую колонию. Королевы кочевых муравьев Dorylus не только самые крупные муравьи на Земле, но и обладают самой большой яйценоскостью среди насекомых, откладывая несколько миллионов яиц каждый месяц.

## Экология
Численность колоний достигает 20 млн особей. Цикл развития состоит из оседлой и кочевой фаз. Данный род (вместе с Ecitoninae) относится к типичным представителям муравьёв-кочевников, которые не строят муравейников, а постоянно перемещаются от одного временного гнезда (бивуака) к другому. При этом они переносят с собой всех личинок, для кормления которых охотятся на всех встречающихся беспозвоночных животных. В Африке считаются одними из самых массовых и опасных хищников и носят название Safari ants, Siafu и Driver ants. Термин siafu является заимствованием из суахили, и одним из многочисленных похожих слов из региональных языков банту, используемых коренными народами для описания различных видов этих муравьёв.

## Систематика
Включает 6 подродов (усики рабочих 10-11-члениковые, кроме указанных): Typhlopone Westwood, 1839 (субапикальный зубец жвал простой); Anomma Shuckard, 1840 (усики рабочих длинные и тонкие); Rhogmus Shuckard, 1840 (грудка с глубоким промезонотальным швом); Dichthadia Gerstecker, 1863 (усики рабочих 12-члениковые); Alaopone Emery, 1881 (усики рабочих 9-члениковые) и номинативный Dorylus s.str..
В 2016 году проведена родовая ревизия дорилин (Borowiec, 2016) в ходе которой синонимизированы подродовые таксоны и выделены следующие видовые группы:
- orientalis-group (= Alaopone): acutus, aethiopicus, atriceps, attenuatus, brevis, buyssoni, *conradti, diadema, distinctus, ductor, katanensis, montanus, orientalis, vishnui.
- nigricans-group (= Anomma, кроме emeryi и kohli): atratus, erraticus, funereus, mayri, niarembensis, nigricans, rufescens, stanleyi, wilverthi.
- laevigatus-group (= Dichthadia): laevigatus.
- politus-group (Dorylus s.s., часть): politus, spininodis.
- helvolus-group (Dorylus s.s., часть): affinis, agressor, alluaudi, bequaerti, bishyiganus, braunsi, brevipennis, congolensis, depilis, emeryi, faueri, furcatus, gaudens, ghanensis, gribodoi, helvolus, kohli, mandibularis, moestus, schoutedeni, stadelmani, staudingeri, striatidens, titan.
- fimbriatus-group (= Rhogmus): fimbriatus, fuscipennis, leo, ocellatus, savagei, termitarius.
- fulvus-group (= Typhlopone): fulvus, labiatus.
- incertae sedis: atratus, westwoodi.

### Список видов
Около 100 видов и подвидов (в скобках указана подродовая принадлежность, кроме номинативного Dorylus s.str.).
| - D. acutus Santschi, 1937 (Alaopone) - D. aethiopicus Emery, 1895 (Alaopone) - D. affinis Shuckard, 1840 - D. agressor Santschi, 1923 - D. alluaudi Santschi, 1914 - D. atratus Smith, 1859 (Anomma) - D. atriceps Shuckard, 1840 (Alaopone) - D. attenuatus Shuckard, 1840 (Alaopone) - D. bequaerti Forel, 1913 - D. bishyiganus (Boven, 1972) (Anomma) - D. braunsi Emery, 1895 - D. brevipennis Emery, 1895 - D. brevis Santschi, 1919 (Alaopone) - D. buyssoni Santschi, 1910 (Alaopone) - D. congolensis Santschi, 1910 (Anomma) - D. conradti Emery, 1895 (Alaopone) - D. depilis Emery, 1895 - D. diadema Gerstaecker, 1859 (Alaopone) - D. distinctus Santschi, 1910 (Alaopone) - D. ductor Santschi, 1939 (Alaopone) - D. emeryi Mayr, 1896 (Anomma) - D. erraticus (Smith, 1865) (Anomma) - D. faurei Arnold, 1946 - D. fimbriatus (Shuckard, 1840) (Rhogmus) - D. fulvus (Westwood, 1839) (Typhlopone) - D. funereus Emery, 1895 (Anomma) - D. furcatus (Gerstaecker, 1872) (Dichthadia) - D. fuscipennis (Emery, 1892) (Rhogmus) - D. gaudens Santschi, 1919 - D. ghanensis Boven, 1975 | - D. gribodoi Emery, 1892 (Anomma) — включая D. gerstaeckeri Emery, 1895 - D. helvolus (Linnaeus, 1764) (Typhlopone) - D. katanensis Stitz, 1911 (Alaopone) - D. kohli Wasmann, 1904 (Anomma) - D. labiatus Shuckard, 1840 (Typhlopone) - D. laevigatus (Smith, 1857) (Dichthadia) - D. lamottei Bernard, 1953 - D. leo Santschi, 1919 (Rhogmus) - D. mandibularis Mayr, 1896 - D. mayri Santschi, 1912 (Anomma) - D. moestus Emery, 1895 - D. montanus Santschi, 1910 (Alaopone) - D. niarembensis (Boven, 1972) (Anomma) - D. nigricans Illiger, 1802 (Anomma) - D. ocellatus (Stitz, 1910) (Rhogmus) - D. orientalis Westwood, 1835 (Alaopone) - D. politus Emery, 1901 - D. rufescens Santschi, 1915 (Anomma) - D. savagei Emery, 1895 (Rhogmus) - D. schoutedeni Santschi, 1923 - D. spininodis Emery, 1901 - D. stadelmanni Emery, 1895 - D. stanleyi Forel, 1909 (Anomma) - D. staudingeri Emery, 1895 - D. striatidens Santschi, 1910 (Rhogmus) - D. termitarius Wasmann, 1911 (Rhogmus) - D. titan Santschi, 1923 (Anomma) - D. vishnui Wheeler, 1913 (Alaopone) - D. westwoodii (Shuckard, 1840) (Typhlopone) - D. wilverthi Emery, 1899 (Anomma) |

## Галерея

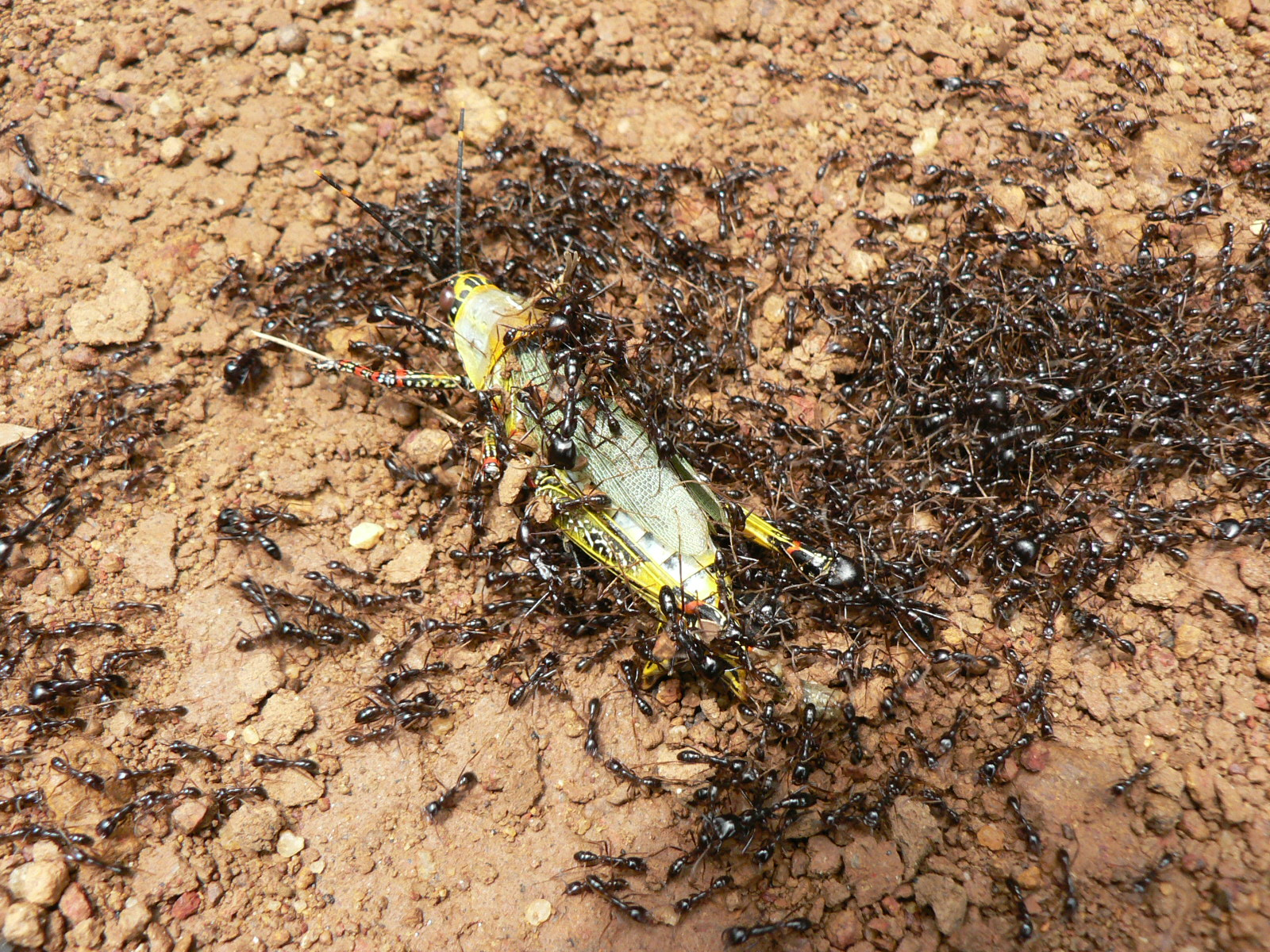
Dorylus sp., поймавшие кузнечика, Камерун
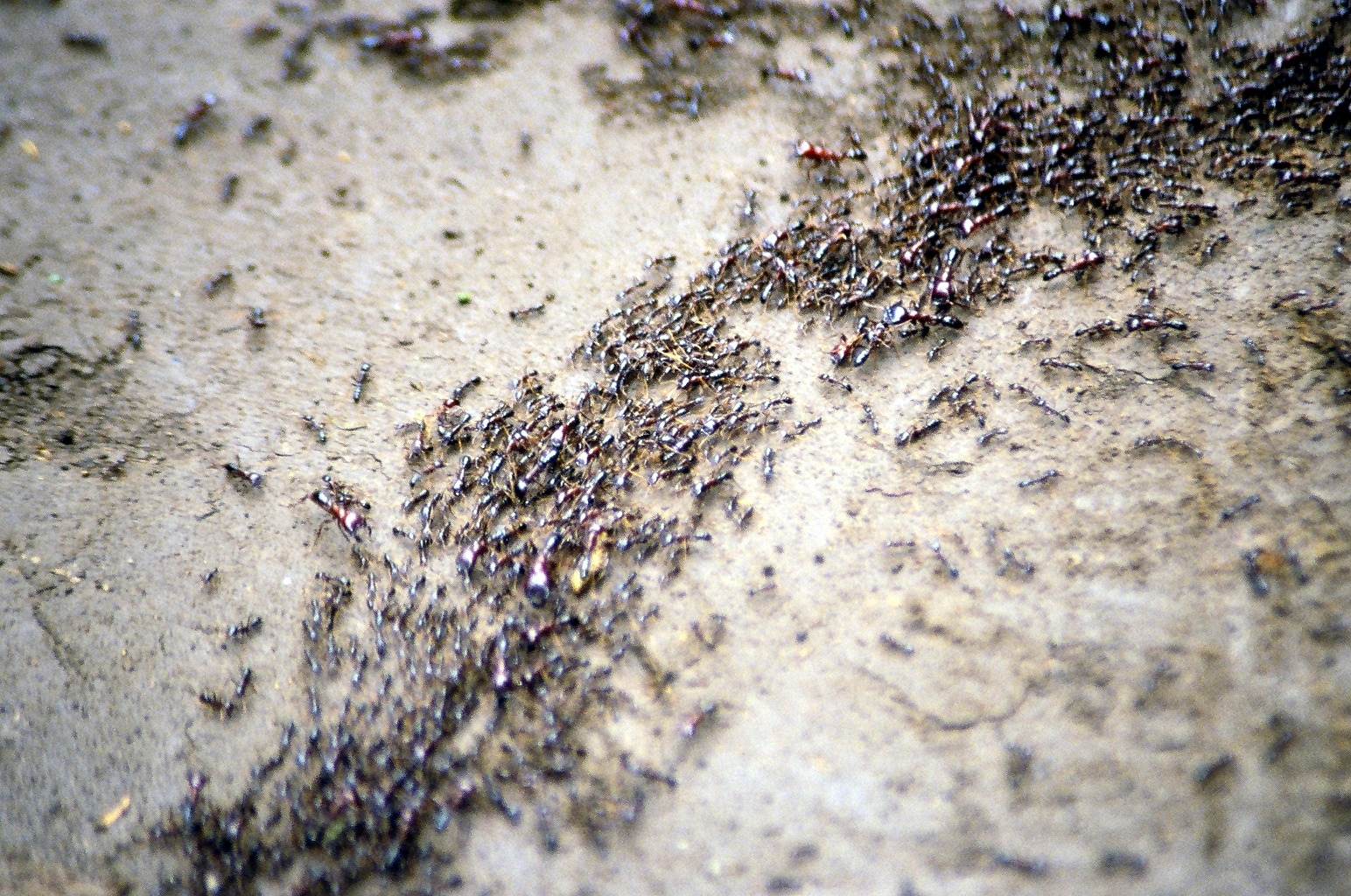
Кочевники на марше в Кении
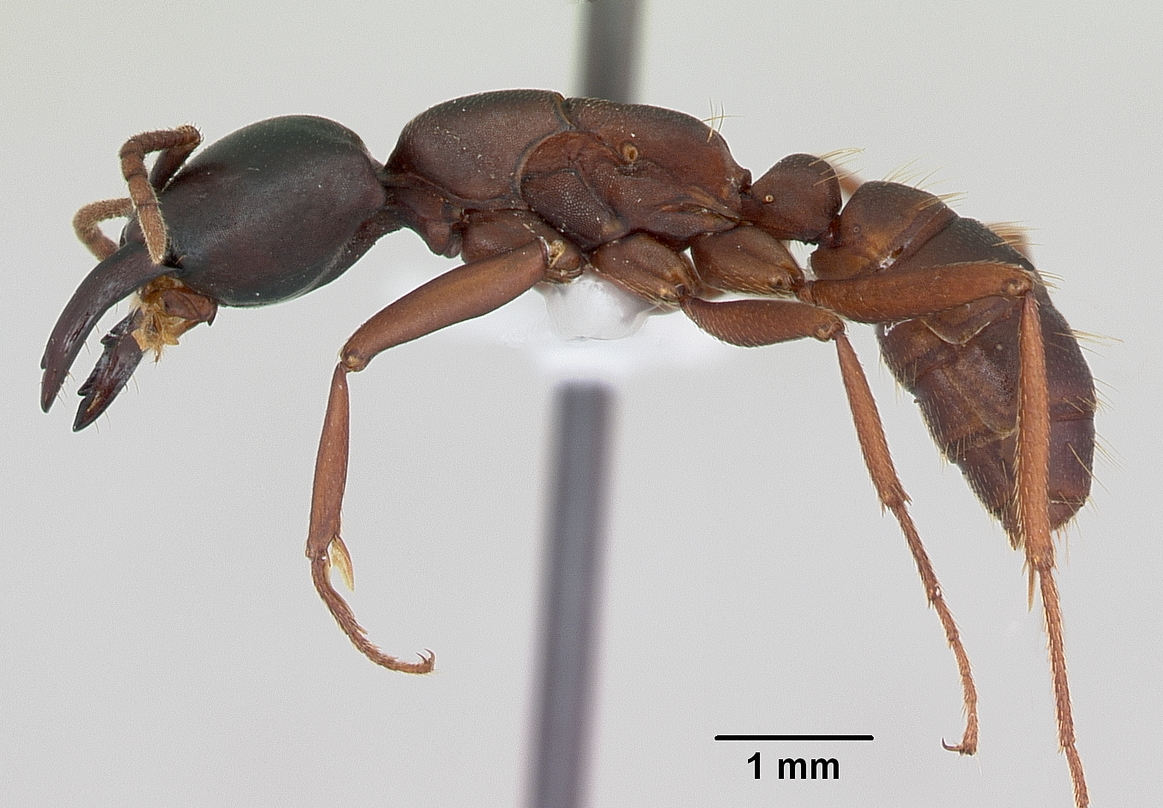
Dorylus emeryi
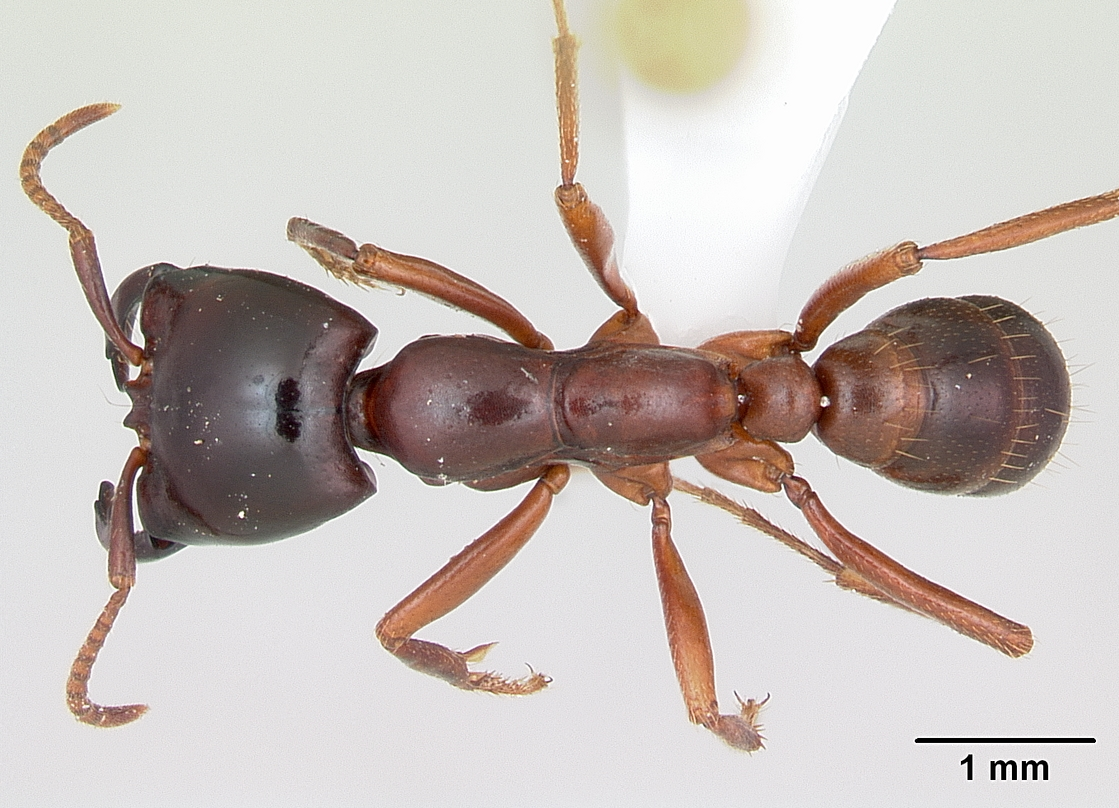
Dorylus gribodoi
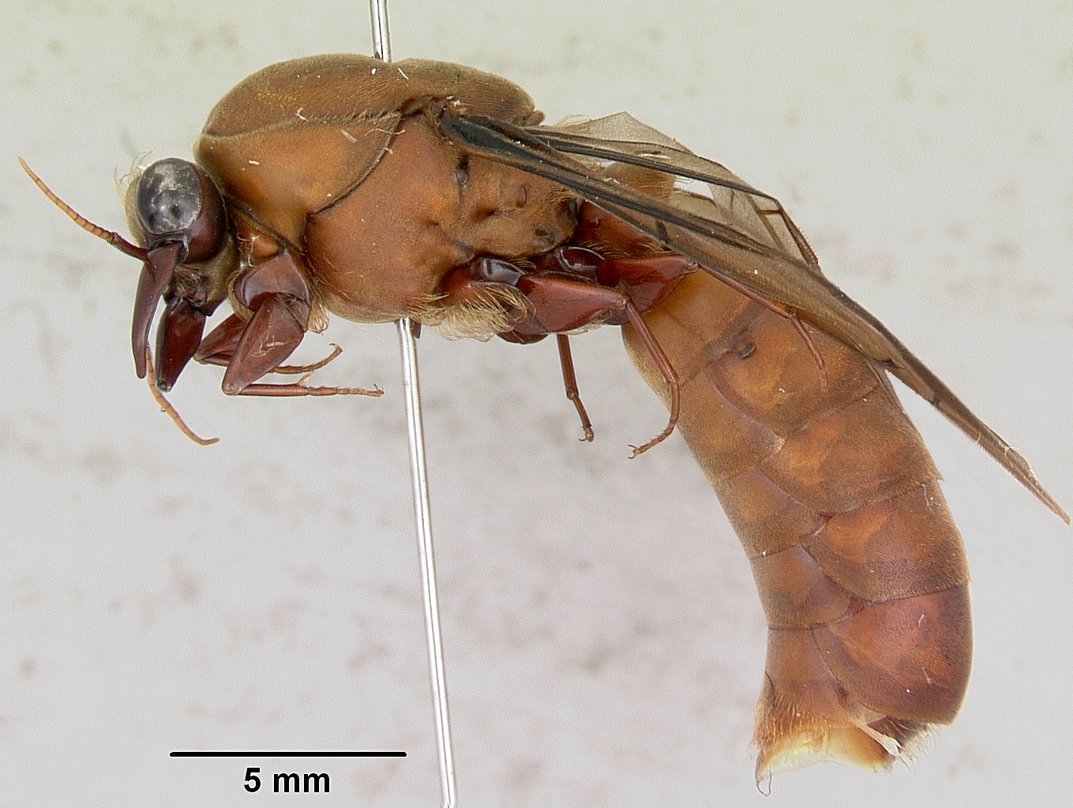
Самец Dorylus gribodoi
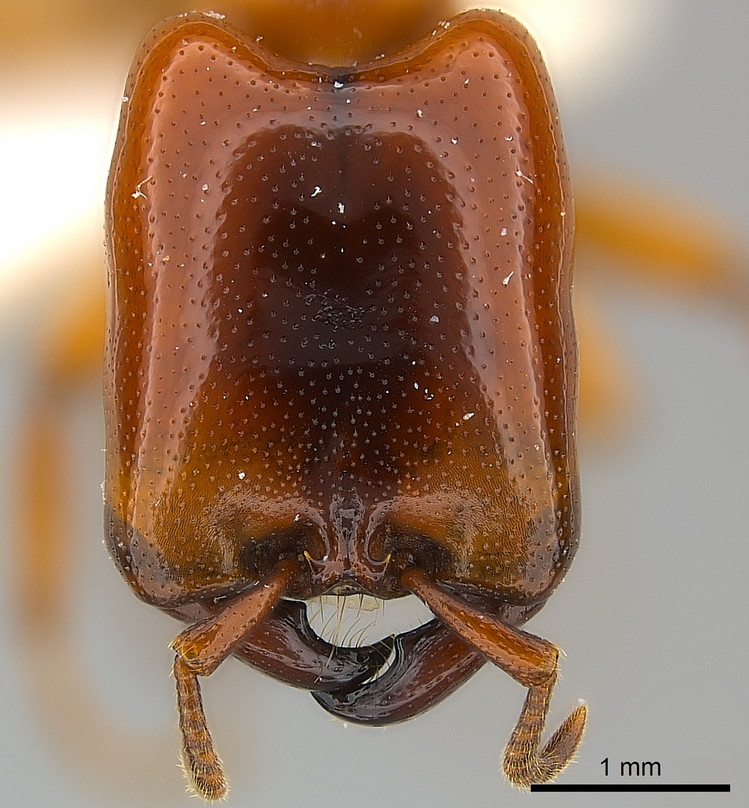
Солдат Dorylus affinis

## Dorylus в кино
Кочевые муравьи рода Dorylus под названием Siafu были показаны в знаменитом фильме Индиана Джонс и Королевство хрустального черепа (2008 год). В одном из происходящих в джунглях эпизодов герои и их противники сталкиваются с роем муравьёв-хищников, которые буквально сжирают несчастных, настигнутых ими, и утаскивают их в своё гнездо. Главный герой Индиана Джонс реагирует на их появление вполне однозначно: «Siafu. Big Damn Ants. Run!» (с англ. — «Сиафу. Чёртовы огромные муравьи. Бегите!»). В фильме преувеличены их физическая сила и размеры. Кроме того, они показаны вне их естественной среды обитания: siafu не встречаются в Перу или Бразилии, где происходит данный эпизод фильма.